# Aeroportul Sitka Rocky Gutierrez
Aeroportul Sitka Rocky Gutierrez (IATA: SIT, ICAO: PASI, FAA LID: SIT) este un aeroport din Statele Unite ale Americii ce deservește zona Sitka. Aeroportul a fost tranzitat în 2019 de 181.678 de pasageri. A fost numit după zona deservită.
Situat la o altitudine de 8 m, aeroportul dispune de 1 pistă. Este operat de Alaska Department of Transportation & Public Facilities⁠(d).

## Infrastructură

### Piste
Aeroportul dispune de o singură pistă. Pista 11/29 are suprafața de asfalt și dimensiunile 7.200 picioare × 150 picioare. 